# Paweł Finder
Paweł Finder, ps. „Paweł Paul”, „Paul Reynot” (ur. 19 września 1904 w Leszczynach jako Pinkus Finder, zm. 26 lipca 1944 w Warszawie) – polski działacz komunistyczny pochodzenia żydowskiego, z zawodu chemik, I sekretarz Komitetu Centralnego Polskiej Partii Robotniczej w latach 1942–1943.

## Życiorys

### Młodość
Pochodził z zamożnej żydowskiej rodziny kupieckiej. Po ukończeniu szkoły powszechnej w Leszczynach (obecnie dzielnica Bielska-Białej) uczęszczał do niemieckiego gimnazjum w Bielsku. Tam związał się z ruchem syjonistycznym. Pod jego wpływem w 1920 rzucił szkołę i wyjechał do Palestyny jako robotnik. Po ponad roku, zniechęcony do syjonizmu, wrócił do Polski i w 1922 ukończył gimnazjum. Studiował w Wiedniu, gdzie związał się z ruchem komunistycznym. W 1924 wyjechał do Francji, gdzie studiował w Instytucie Chemicznym w Miluzie (Alzacja), uzyskując w 1926 dyplom inżyniera chemika. Następnie przeniósł się do Paryża, gdzie otworzył przewód doktorski, prowadząc niektóre badania pod kierunkiem prof. Fryderyka Joliot-Curie.

### Wczesna działalność polityczna
W latach 1922–1924 działał w Komunistycznej Partii Austrii, następnie w latach 1924–1928 – we Francuskiej Partii Komunistycznej. Od 1927 należał do Komitetu Obwodowego FPK w Paryżu. Był korespondentem niemieckojęzycznego wydania dziennika „L’Humanité”, publikował także na łamach pism francuskiej partii komunistycznej, m.in. w ideologicznym organie FPK „Cahiers de Bolschevisme”. W 1927 zamieścił tam artykuł o strajku powszechnym, w którym pisał m.in.:
Strajk powszechny jest formą walki proletariatu, mieści się on między strajkiem częściowym a powstaniem (…). Nie może zastąpić powstania zbrojnego, które jest niezastąpionym etapem na drodze przejęcia władzy (…), w chwili rzucenia hasła strajku powszechnego należy brać pod uwagę możliwość jego przerodzenia w powstanie zbrojne.
W grudniu 1927 został skierowany do pracy w Wydziale Organizacyjnym Komitetu Centralnego FPK. Zatrzymany w marcu 1928 z fałszywym paszportem przez policję francuską, został zdemaskowany jako obywatel polski i po 3 tygodniach aresztu deportowany z Francji.

### Powrót do Polski

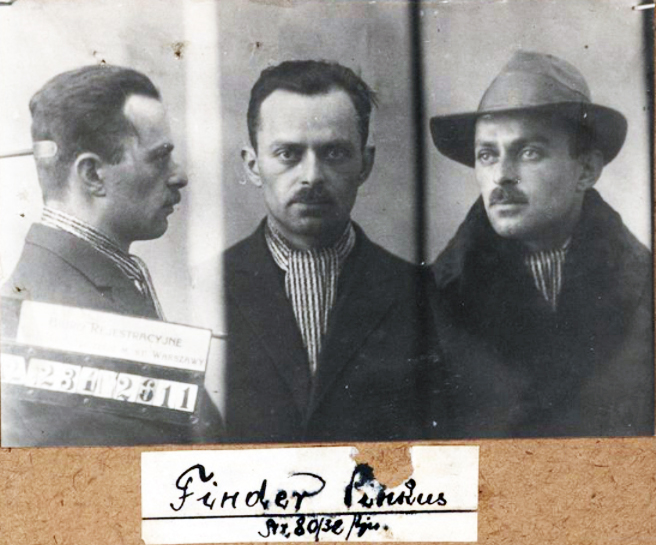
Paweł (Pinkus) Finder po aresztowaniu przez Policję Państwową za działalność komunistyczną, 1934

Po powrocie do Polski (w kwietniu 1928) pracował w fabryce K. Riesenfeld Bielsko. Kontynuował także działalność polityczną, wstępując latem do Komunistycznej Partii Polski. Od lipca 1928 odbywał służbę wojskową w Szkole Podchorążych Rezerwy piechoty nr 2 w Tomaszowie Lubelskim, a od maja 1929 w 16 Pułku Piechoty w Tarnowie, awansując do stopnia plutonowego podchorążego. Według relacji towarzyszy partyjnych i żony, miał prowadzić w wojsku działalność komunistyczną, jednak wobec (zgodnie stwierdzonych przez współczesnych) braku podejrzeń w stosunku do Findera ze strony władz wojskowych można przypuszczać, że działalność ta miała w najlepszym razie ograniczony charakter. Po zakończeniu służby wojskowej przebywał krótko w Berlinie i Paryżu, następnie wrócił do działalności w KPP,  był m.in. członkiem egzekutywy KO w Zagłębiu Dąbrowskim. Aresztowany 18 kwietnia 1931, został po 6 miesiącach zwolniony za kaucją. Po zwolnieniu objął funkcję II sekretarza Komitetu Warszawskiego KPP. Ponownie aresztowany 11 grudnia 1931, został w sierpniu 1932 zwolniony za kaucją. Tym razem nie stawił się (na polecenie władz partii) na rozprawę i od 1933 był poszukiwany listem gończym. Od 1932 był sekretarzem KO KPP w Zagłębiu Dąbrowskim, jesienią 1933 wszedł w skład Sekretariatu Krajowego KC KPP, a następnie został sekretarzem Komitetu warszawskiego tej partii.
6 kwietnia 1934 aresztowany wraz z żoną Gertrudą, został oskarżony, wraz z pozostałymi aresztowanymi w tej sprawie o to, że: w celu zmiany przemocą ustroju państwa polskiego na ustrój sowiecki weszli w porozumienie między sobą i innymi należącymi do KPP, co przejawiało się w utrzymywaniu kontaktów partyjnych, w prowadzeniu pracy organizacyjnej i agitacyjnej oraz w redagowaniu bądź sporządzaniu wydawnictw komunistycznych i notatek partyjnych, i skazany wyrokiem Sądu Okręgowego w Warszawie (25 kwietnia 1936) na karę 12 lat pozbawienia wolności. 28 sierpnia 1936 Sąd Apelacyjny zmniejszył mu karę do 10 lat. W wyroku podkreślono, że wiek Findera i jego wykształcenie dowodzą, że działa on z całą świadomością swych czynów. Na mocy amnestii kara została ostatecznie obniżona do 6 lat i 8 miesięcy. W czasie pobytu w więzieniach Finder działał w organizowanych przez komunistów komunach więziennych, prowadził także szkolenie ideologiczne przebywających w nich członków KPP. W więzieniach zetknął się m.in. z Bolesławem Bierutem, Marianem Buczkiem, Alfredem Lampe i Marcelim Nowotką.

### II wojna światowa
W czasie agresji III Rzeszy na Polskę we wrześniu 1939 został zwolniony z więzienia w Rawiczu i przedostał się do Warszawy, skąd po kapitulacji stolicy przeszedł na tereny okupacji sowieckiej. Początkowo pracował w Miejskim Zarządzie Mieszkaniowym w Białymstoku, wykładając jednocześnie Naukę o konstytucji ZSRR w wieczorowej szkole średniej dla pracujących. W grudniu 1939 rozpoczął pracę w Komisji Planowania przy Komitecie Wykonawczym Białostockiej Obwodowej rady Delegatów Robotniczych, od 1941 jako jej przewodniczący. W maju 1941 został przyjęty w skład Wszechzwiązkowej Komunistycznej Partii (bolszewików), z zaliczeniem stażu w KPP, co było wyrazem zaufania ze strony władz sowieckich. Działał też w Międzynarodowej Organizacji Pomocy Rewolucjonistom (MOPR) i w sowieckich związkach zawodowych. Podczas pobytu w Białymstoku prowadził aktywną działalność agitacyjną i publicystyczną, pisząc m.in. w polskojęzycznym „Sztandarze Wolności”, wychodzącym w Mińsku. Jak wspominała jego żona: uczestniczył od początku wszystkich akcjach politycznych i społecznych prowadzonych przez KPZR. Wygłaszał referaty polityczne w związkach zawodowych, w fabrykach, a także wśród inteligencji, rozwijał działalność na terenie Obwodowego Komitetu MOPR, mobilizował towarzyszy do wykonywania zadań postawionych przez KC KPZR. Pisał też w tym okresie artykuły do prasy radzieckiej, w których analizował i naświetlał zdradziecką politykę uprawianą całymi latami przez rządy sanacyjne w Polsce. Pisał również artykuły na temat budownictwa socjalistycznego w ZSRR.
Po ataku Niemiec na ZSRR ewakuował się 22 czerwca 1941 z Białegostoku do Mińska, a następnie Homla, konwojując archiwum Obwodowego Komitetu Wykonawczego RDR. Ewakuowanie go w ogólnym zamieszaniu panującym po wybuchu wojny świadczy o tym, że miejscowe władze sowieckie zdawały sobie sprawę z wagi przywiązywanej przez centralę w Moskwie do grupy polskich komunistów przebywających w Białymstoku. Anna Sobór-Świderska podaje jednak, że nie było żadnej zorganizowanej ewakuacji, tylko bezładna ucieczka 60 km piechotą m.in. wraz z Jakubem Bermanem i Czesławem Skonieckim. W Homlu brał czynny udział – za zgodą KC KP(b) Białorusi – w przygotowaniu koncepcji powołania w ZSRR batalionu, mającego walczyć z Niemcami (projektodawcy zakładali powstanie Ochotniczych Polskich Sił Zbrojnych walczących u boku Armii Czerwonej „o wolność i niepodległość Polski”); stało się to nieaktualne po podjęciu przez rząd sowiecki rokowań z rządem RP na uchodźstwie, zakończonych 30 lipca 1941 podpisaniem układu Sikorski-Majski.
W lipcu 1941 został wezwany do Moskwy, by uczestniczyć w kursie w szkole Komitetu Wykonawczego Międzynarodówki Komunistycznej w Puszkino i Kusznarenkowie. Wraz z Nowotką i Bolesławem Mołojcem wszedł w skład „Trójki Kierowniczej” grupy polskich komunistów, przygotowującej z polecenia władz ZSRR odtworzenie partii komunistycznej w Polsce i opracowującej jej założenia programowe. Był członkiem tzw. Grupy Inicjatywnej Polskiej Partii Robotniczej, która – po nieudanej próbie 26 września 1941 – została przerzucona do Polski 28 grudnia. Został współzałożycielem PPR, pełniąc od stycznia do listopada 1942 funkcję jej II sekretarza. W ramach oddziału obowiązków w „Trójce Kierowniczej” partii odpowiadał za sprawy organizacyjne, prasę partyjną i warszawską organizację PPR.

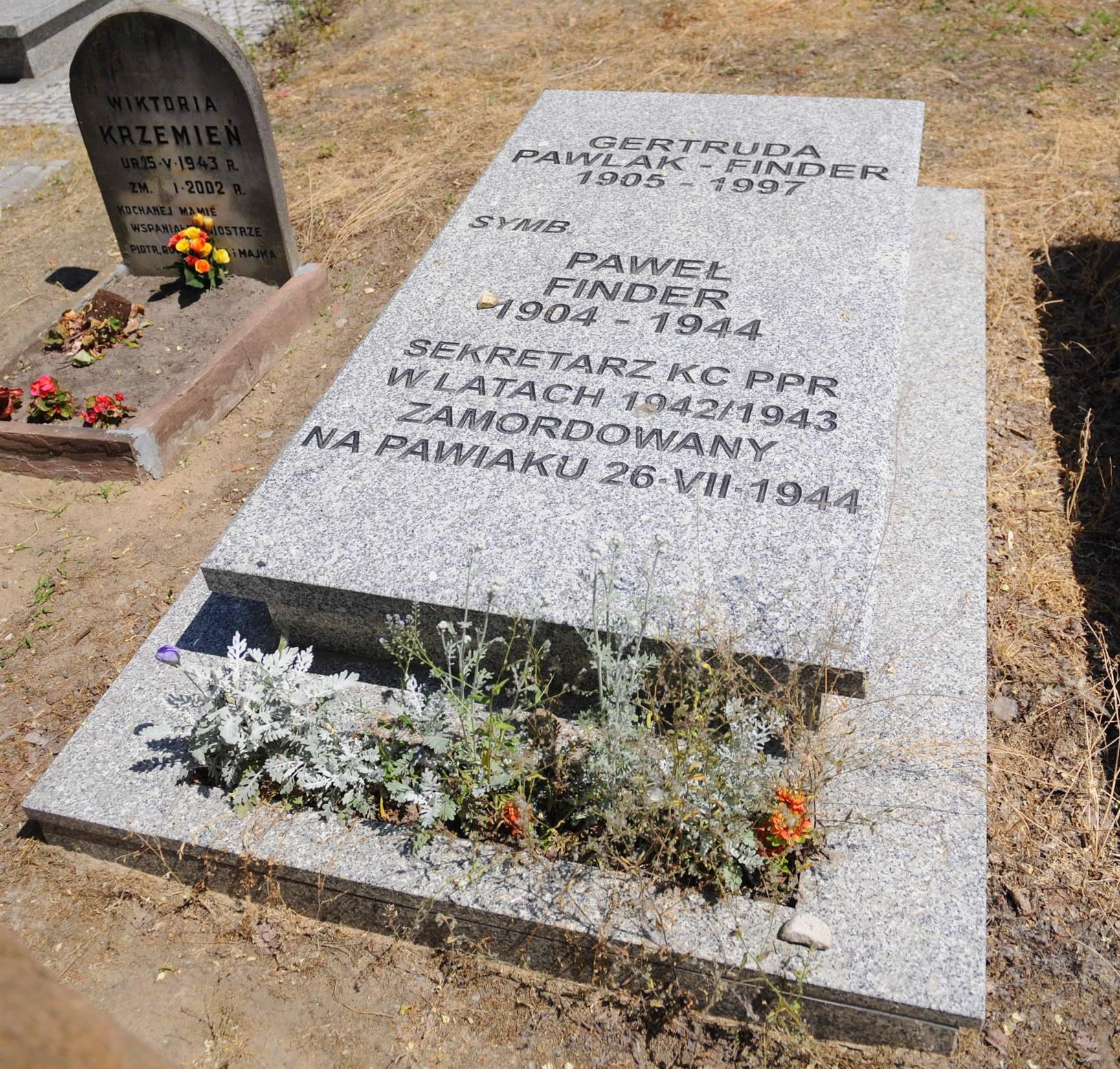
Symboliczny grób Pawła Findera na cmentarzu żydowskim przy ulicy Okopowej w Warszawie

Znaczek pocztowy z NRD z 1962 upamiętniający Pawła Findera

Jak wspominał Władysław Gomułka:
Finder umiał jednać sobie ludzi, wysłuchiwał uważnie i spokojnie swoich rozmówców, odznaczał się walorami głębokiej ideowości i pryncypialności. Jego rozumowanie polityczne pozostawało jednak pod przemożnym wpływem kapepowskiej szkoły kształtowania myśli, niweczącej możliwość wytwarzania własnych pojęć bez obawy znalezienia się w kolizji z linią partii. Należał do czołowych współtwórców i przywódców nowej partii – PPR – odcinającej się na zewnątrz od swojej poprzedniczki, krytykującej sekciarstwo i dogmatyzm KPP. Podobnie jednak jak dawni przywódcy i cała KPP, widział on w Kominternie swoją władzę zwierzchnią, ośrodek kierowniczy nowej partii.(…) Za dobro Polski uważał to wszystko co odpowiadało interesom Związku Radzieckiego i co tenże aprobował. Dążył szczerze (…) by rozpalić w Polsce jak najszerzej płomienie walki z okupantem hitlerowskim – co rzecz jasna leżało w interesach Polski – ale przewodnim motywem, jakim się przy tym kierował, było niesienie pomocy Związkowi Radzieckiemu. (…) Jego serwilistyczny stosunek do Związku Radzieckiego był równoznaczny z ukształtowanym w kapepowskiej szkole pojęciem internacjonalizmu.
Po zabójstwie Marcelego Nowotki nadzorował śledztwo w tej sprawie. Wraz z Małgorzatą Fornalską, Franciszkiem Jóźwiakiem i Władysławem Gomułką zdecydował o wydaniu wyroku śmierci na Bolesława Mołojca i Zygmunta Mołojca, których uznano za sprawców śmierci sekretarza partii. W listopadzie 1942 został I sekretarzem KC PPR, dołączając do ścisłego kierownictwa partii Gomułkę i Jóźwiaka. Pamiętniki Władysława Gomułki sugerują, iż Finder, podając członkom KC PPR wybrane fakty, mógł zasugerować winę Bolesława Mołojca i spowodować wydanie na niego wyroku śmierci.
Jako sekretarz kierował przygotowaniem deklaracji programowej O co walczymy? z marca 1943 i listopada 1943, uzgadniając szczegółowo ich treść z Moskwą. Mimo formalnego uznawania rządu gen. Władysława Sikorskiego i dążenia do porozumienia z Delegaturą Rządu na Kraj, kierowana przez Findera PPR podejmowała działania, prawdopodobnie z inicjatywy Moskwy, w celu osłabienia Polskiego Państwa Podziemnego, denuncjując do Gestapo jego działaczy; działalność taką sztab Gwardii Ludowej prowadził za zgodą Findera co najmniej do chwili jego aresztowania. Kierownictwo PPR z Finderem na czele akceptowało także dokonywanie przez członków GL pospolitych rabunków, zarówno na cele partyjne, jak i osobiste GL-owców. Finder zamieszkiwał na Żoliborzu w mieszkaniu Wandy Górskiej, która była jego łączniczką.
14 listopada 1943 wraz z Małgorzatą Fornalską został aresztowany przez Gestapo przy ul. Grottgera 12 na Mokotowie, gdzie miało się odbyć posiedzenie Komitetu Centralnego PPR. Trafił do więzienia na Pawiaku, gdzie był torturowany. W kierowaniu PPR zastąpił go wówczas Władysław Gomułka. 26 lipca 1944 został razem z Fornalską rozstrzelany w ruinach getta warszawskiego.

## Ordery i odznaczenia
- Order Krzyża Grunwaldu I Klasy – pośmiertnie, postanowienie Prezydenta RP z 26 lipca 1948[10]

## Kinematografia
W radzieckim filmie wojennym pt. Żołnierze wolności (1977) w reżyserii Jurija Ozierowa w rolę Pawła Findera wcielił się polski aktor Leszek Herdegen.

## Upamiętnienie
W 1971 na fasadzie budynku przy ul. Grottgera 12 w Warszawie, w którym został aresztowany z Małgorzatą Fornalską, została odsłonięta tablica pamiątkowa. Po 1989 została ona zasłonięta metalową pokrywą.
W latach 1972–1990 był patronem Szkoły Podstawowej nr 8 w Rzeszowie na osiedlu Gen. Andersa, natomiast w latach 1962–1991 Szkoły Podstawowej nr 30 w Zabrzu. Do 1991 roku jego imię nosiły ulice m.in. w Zielonej Górze, Słupsku, Gliwicach, Rybniku, Krakowie i Tarnowie, a do 2017 roku jedno z osiedli w Radlinie. W latach 1975–1995 jego imię nosiła obecna ulica rtm. Witolda Pileckiego w Warszawie.
Jego pierwsza naukowa biografia powstała na Uniwersytecie Śląskim w 1976, jako praca doktorska Stefanii Topol.